# Bistum Nueve de Julio
Das Bistum Nueve de Julio (lat.: Dioecesis Sancti Dominici Novem Iulii, span.: Diócesis de Nueve de Julio) ist eine in Argentinien gelegene römisch-katholische Diözese mit Sitz in Nueve de Julio in der Provinz Buenos Aires.

## Geschichte
Das Bistum Nueve de Julio wurde am 11. Februar 1957 durch Papst Pius XII. mit der Päpstlichen Bulle Quandoquidem adoranda aus Gebietsabtretungen der Bistümer Azul und Mercedes errichtet. Es wurde dem Erzbistum La Plata als Suffraganbistum unterstellt.
Am 4. Oktober 2019 unterstellte Papst Franziskus das Bistum dem mit gleichem Datum zum Metropolitansitz erhobenen Erzbistum Mercedes-Luján als Suffragan.

## Bischöfe von Nueve de Julio
- Agustín Adolfo Herrera, 1957–1961, dann Koadjutorbischof von Jujuy
- Antonio Quarracino, 1962–1968, dann Bischof von Avellaneda
- Alejo Benedicto Gilligan, 1969–1991
- José Vittorio Tommasí, 1991–1998
- Martín de Elizalde OSB, 1999–2015
- Ariel Edgardo Torrado Mosconi, seit 2015

## Einzelnachweise

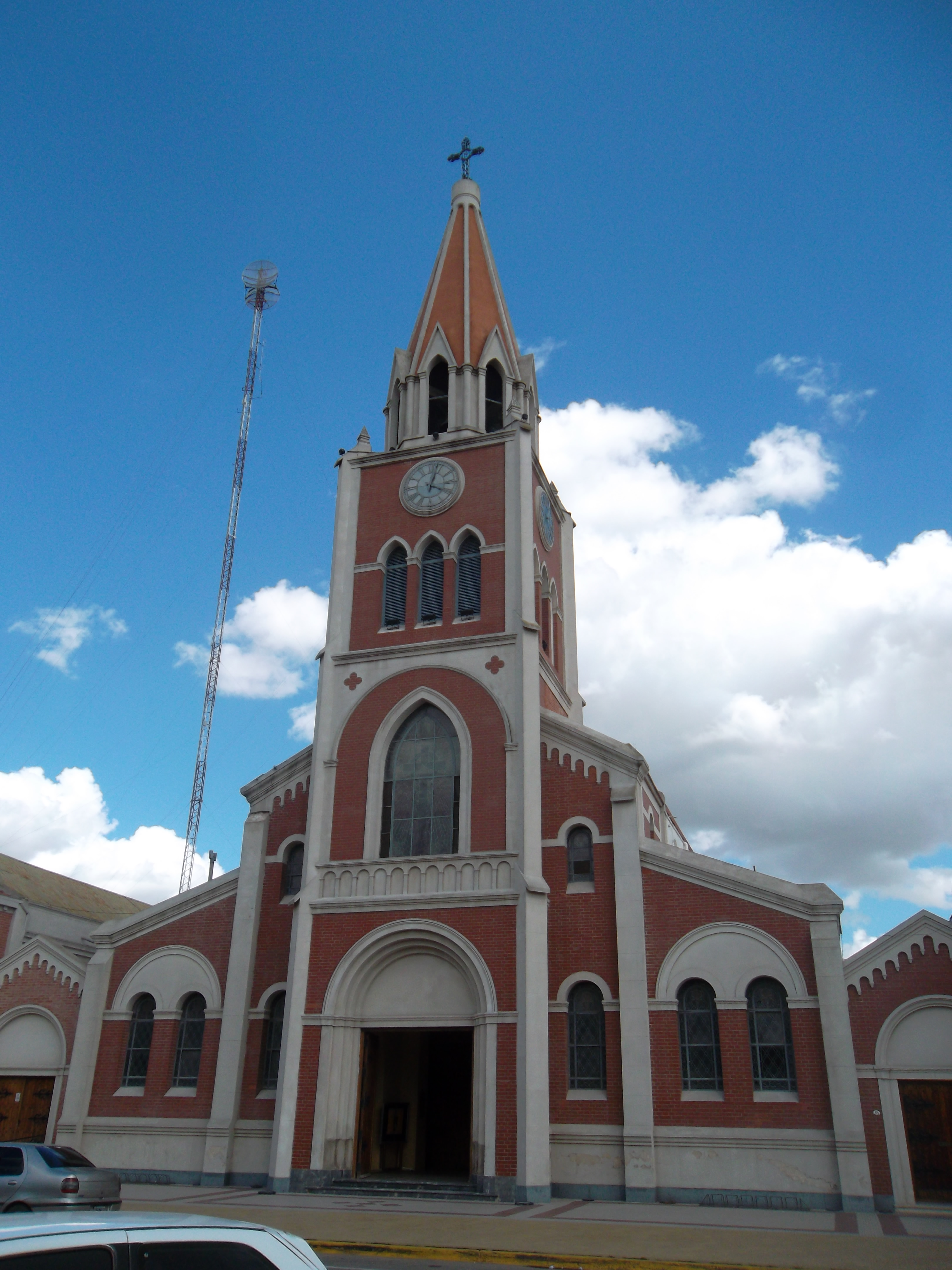
Kathedrale Santo Domingo de Guzmán in Nueve de Julio